# Dagur B. Eggertsson
Dagur Bergþóruson Eggertsson (Oslo, 19 giugno 1972) è un politico islandese, Sindaco di Reykjavík tra il 16 ottobre 2007 e il 24 gennaio 2008 e nuovamente dal 16 giugno 2014.

## Biografia
È nato ad Oslo, Norvegia, da Eggert Gunnarsson, veterinario, e Bergþóra Jónsdóttir, biochimica, ma è stato cresciuto ad Árbær, distretto di Reykjavík. Nel 1992 si è diplomato presso il liceo di Reykjavík per poi iniziare a studiare medicina presso l'Università d'Islanda, dove si è laureato nel 1999; nell'anno accademico 1993-1994 ha studiato parallelamente a medicina anche filosofia.
Tra il 1995 e il 1997 è stato responsabile di un programma radiofonico a carattere scientifico trasmesso su Rás 1 e nel 1998 ha prodotto un documentario sugli anni del dopoguerra in Islanda; tra il 1998 e il 2000 ha pubblicato una biografia in tre volumi dell'ex Primo ministro islandese Steingrímur Hermannsson. Nel 2005 ha conseguito un master in diritti umani e diritto internazionale presso l'Università di Lund.
Nel 2002 fu eletto per la prima volta al consiglio comunale di Reykjavík con la coalizione Reykjavíkurlistann passando poi ad Alleanza Socialdemocratica. Rieletto al consiglio nel 2006, giurò come sindaco il 16 ottobre 2007, venendo sfiduciato pochi mesi dopo in seguito ad una frattura nella maggioranza che lo sosteneva. Rieletto in consiglio anche alle successive consultazioni, nel 2014 fu rieletto sindaco di Reykjavík venendo sostenuto, oltre che Alleanza Socialdemocratica, anche da Futuro Luminoso, Sinistra - Movimento Verde e Partito Pirata.

## Vita privata
È sposato con Arna Dögg Einarsdóttir, dottoressa presso il Landspítali, con la quale ha quattro figli.